# Filialkirche Wiesfleck

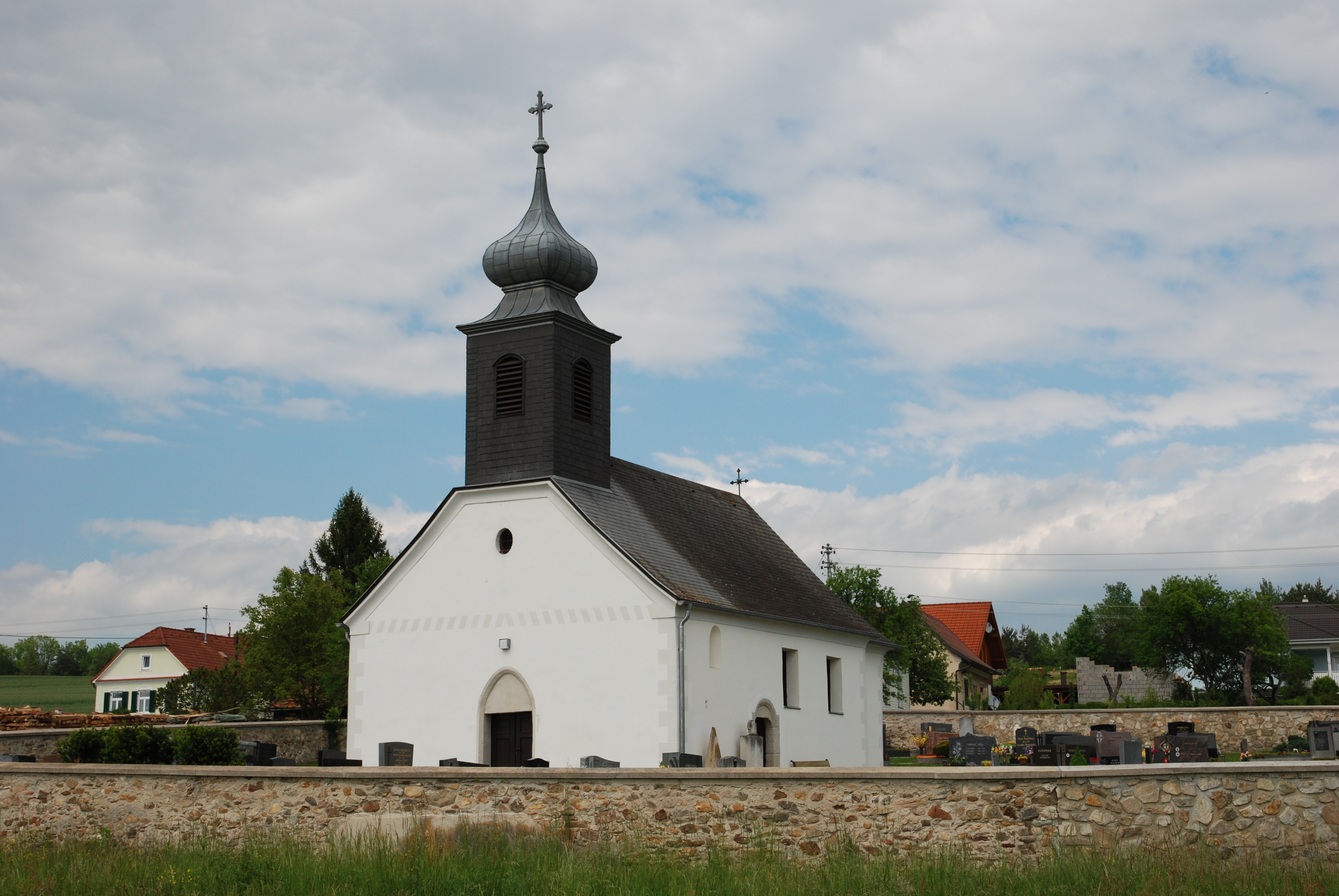
Katholische Filialkirche hl. Erhard in Wiesfleck

Die Filialkirche Wiesfleck steht oberhalb des Ortes in der Gemeinde Wiesfleck im Bezirk Oberwart im Burgenland. Die dem Patrozinium hl. Erhard von Regensburg unterstellte römisch-katholische Filialkirche der Pfarrkirche Pinkafeld gehört zum Dekanat Pinkafeld in der Diözese Eisenstadt. Die Kirche steht unter Denkmalschutz (Listeneintrag).

## Geschichte
Die wohl im Kern romanische Landkirche wurde wohl im 15. Jahrhundert erbaut. 1840/1842 war eine Renovierung, 1976/1977 eine Gesamtrestaurierung.

## Architektur
Die Kirche mit einem rechteckigen Langhaus und einem eingezogenen dreiseitig geschlossenen Chor hat über der Westfassade einen kleinen Dachreiter mit einem Zwiebelhelm steht in einem ummauerten Friedhof. Das Südportal mit einem abgekragten Sturz befindet sich in einer Rundbogennische. Das Westportal trägt einen spitzbogigen Tympanon.
Das Kircheninnere zeigt ein Langhaus unter einer Flachdecke und eine einfache Empore auf einer Stütze. Der breite Triumphbogen ist spitzbogig. Der Chor hat ein sechsstrahliges Sternrippengewölbe mit einem runden Schlussstein, die ehemaligen Rippenkonsolen sind entfernt.

## Ausstattung
Der Altar aus 1816/1818 hat einen einfachen Aufbau mit Säulen und einen geschweiften Aufsatz. Er zeigt das Ölbild hl. Erhard und trägt die Apostelfiguren Peter und Paul und Engelfiguren von einem älteren barocken Altar aus der Mitte des 18. Jahrhunderts.
Das Kruzifix an der Langhausnordwand ist aus der zweiten Hälfte des 18. Jahrhunderts. Ein weiteres Kruzifix auf einem neuen Kreuz hat einen Corpus aus der ersten Hälfte des 17. Jahrhunderts.
Es gibt eine Steinfigur hl. Stephanus aus der zweiten Hälfte des 18. Jahrhunderts, 1968 restauriert.

## Grabdenkmäler
An der Außenwand befinden sich zwei Grabsteine der Herren von Xhenemont, gestorben 1817 und gestorben in der ersten Hälfte des 19. Jahrhunderts.